# 這麼遠，那麼近
《這麼遠，那麼近》（英語：As Far As You Reach）是無綫電視新聞及資訊部製作的資訊交通專題節目，主要深入介紹世界交通最差城市的交通情況，於2020年5月4日至7月10日期間於無綫新聞台播出五分鐘版本，並於2020年8月31日至9月11日整合成半小時版本共十集於電視廣播有限公司播映。

## 主持
- 方東昇、黃曉瑩（全篇）
- 黃靖婷（泰國、中國重慶、巴基斯坦篇）
- 李曉欣（美國、巴基斯坦、阿聯酋篇）

## 每集主題
| 五分鐘版 | 五分鐘版              | 半小時版 | 半小時版              | 主題     |
| 集數     | 播映日期              | 集數     | 播映日期              | 主題     |
| -------- | --------------------- | -------- | --------------------- | -------- |
| 16-28    | 2020年5月25日—6月10日 | 01-02    | 2020年8月31日—9月1日  | 重慶     |
| 1-15     | 2020年5月4日—5月22日  | 03-04    | 2020年9月2日—9月3日   | 泰國     |
| 44-50    | 2020年7月2日—7月10日  | 05-06    | 2020年9月4日—9月7日   | 巴基斯坦 |
| 29-43    | 2020年6月11日—7月1日  | 07-08    | 2020年9月8日—9月9日   | 美国     |
| 不適用   | 不適用                | 09-10    | 2020年9月10日—9月11日 | 阿联酋   |

## 外部連結
- 無綫新聞《這麼遠，那麼近》專題節目重溫網頁 （页面存档备份，存于）
- 無綫電視節目網頁－《這麼遠，那麼近》（半小時版）
- 無綫新聞《這麼遠，那麼近》專題節目重溫網頁（半小時版）[]